# نيت تورنس
نيت تورنس (بالإنجليزية: Nate Torrence)‏ هو ممثل أمريكي، ولد في 1 ديسمبر 1977 بكانتون في الولايات المتحدة. بدأ مشواره المهني سنة 2003.

## أعمال

### أفلام
- (2006) كليك
- (2008) كن ذكيا[4]
- (2016) زوتوبيا[5][6][7]

### مسلسلات
- التحقيق في موقع الجريمة
- شبح هامس
- كيف قابلت أمكما
- نجمة ضد قوى الشر
- هاوس

## وصلات خارجية
- نيت تورنس على موقع IMDb (الإنجليزية)
- نيت تورنس على موقع ألو سيني (الفرنسية)
- نيت تورنس على موقع أول موفي (الإنجليزية)
- نيت تورنس على موقع قاعدة بيانات الأفلام السويدية (السويدية)
- نيت تورنس على موقع قاعدة بيانات الفيلم (الإنجليزية)
- نيت تورنس على موقع كينوبويسك (الروسية)